# 中央广播电视总台复兴门办公区
中央广播电视总台复兴门办公区，原称中央人民广播电台业务楼，位于北京市西城区，是一座由中央广播电视总台所有的建筑物。建筑面积约5万平方米。

## 历史
1992年12月15日，中央人民广播电台业务楼工程正式开工。1994年底，央广业务楼主体工程竣工。1998年7月，中央人民广播电台业务大楼落成并投入使用。1999年2月26日4时，中央人民广播电台全部七套频率完成搬迁至中央人民广播电台业务大楼的工作，此次搬迁在当时创造了中国大陆广播工艺系统搬迁的速度记录。中央人民广播电台业务楼与国家广电总局机关（亦即1958年建成的中央广播大厦）位于同一个大院内。
2018年3月，在深化党和国家机构改革中，中央人民广播电台并入中央广播电视总台，对内保留原呼号，对外统一呼号为“中国之声”。2018年4月19日上午，中央广播电视总台举行正式揭牌仪式。位于复兴门的原中央人民广播电台台址更名为中央广播电视总台复兴门办公区。